# Kijowski Narodowy Uniwersytet Teatru, Kina i Telewizji im. Iwana Karpenki-Karego
Kijowski Narodowy Uniwersytet Teatru, Kina i Telewizji im. Iwana Karpenki-Karego (ukr. Київський національний університет театру, кіно і телебачення імені Івана Карпенка-Карого) – ukraińska publiczna uczelnia wyższa. 

## Historia
Za datę powstania uczelni przyjmuje się rok 1904, kiedy Mykoła Łysenko założył w Kijowie Szkołę Muzyczno-Dramtyczną. W 1918 roku została ona przekształcona w Instytut Muzyczno-Dramtyczny imienia Mykoły Łysenki. W 1945 roku, dla uczczenia setnej rocznicy urodzin Iwana Karpenko-Karego, Kijowski Instytut Sztuki Teatralnej otrzymał jego imię. W 1961 w ramach Instytutu powstał wydział filmowy, a w 1975 zaczęto nauczać specjalności związanych ze sztuką telewizyjną. 23 kwietnia 2003 Instytucie Teatralnym im. Karpenki-Karego został zreorganizowany i przemianowany na Kijowski Państwowy Uniwersytet Teatru, Kina i Telewizji im. Iwana Karpenki-Karego, a w 2014 roku, dekretem prezydenta Ukrainy podniesiony do rangi Uniwersytetu Narodowego. 

## Wydziały
W skład uczelni wchodzą następujące jednostki organizacyjne:
- Wydział Aktorstwa Scenicznego
- Wydział Historii Sztuki Filmowej
- Wydział Reżyserii Filmowej
- Wydział Humanistyczny
- Wydział Edukacji Muzycznej
- Wydział Filozofii
- Wydział Ruchu Scenicznego
- Wydział Recytacji Scenicznej
- Wydział Reżyserii Telewizyjnej
- Wydział Historii Sztuki Teatralnej
- Wydział Zarządzania w Sztuce Teatralnej